# Matt Lavin
Matt Lavin (1956) es un botánico estadounidense, especializado en la familia Fabaceae, con énfasis eb el género Coursetia, realizando expediciones botánicas a Belice, y a Zimbabue.

## Biografía
En 1986, obtuvo el PhD por la Universidad de Texas en Austin, y desarrolla actividades académicas en la Universidad Estatal de Montana.

## Algunas publicaciones
- j.e. Meireles, a.m. Tozzi, matt Lavin. 2014. A Phylogenetic Analysis of Molecular and Morphological Data Reveals a Paraphyletic Poecilanthe (Leguminosae, Papilionoideae). Systematic Botany (TreeBase accession 15171)

- a.t. Oliveria-Filho, r.t. Pennington, j. Rotella, matt Lavin. 2014. Exploring evolutionarily meaningful vegetation definitions in the tropics: a community phylogenetic approach. En pp. 239-260 (cap. 9) Forests and Global Change, ed. David A. Coomes, David F. R. P. Burslem, William D. Simonson. British Ecological Society, Cambridge University Press.

- k. Taylor, t. Brummer, l.j. Rew, matt Lavin, b.d. Maxwell. 2014. Bromus tectorum response to fire varies with climate. Ecosystems: 17 (6): 960-973. DOI: 10.1007/s10021-014-9771-7

- a.t. Oliveira-Filho, d. Cardoso, b.d. Schrire, g.p. Lewis, r.t. Pennington, t.j. Brummer, j. Rotella, matt Lavin. 2013. Stability structures tropical woody plant diversity more than seasonality: insights into the ecology of high legume-succulent-plant biodiversity. South African Journal of Botany 89: 42-57. (site data, species data, phylomatic list, phylomatic age constraints, phylomatic backbone tree, phylomatic commands, community phylogeny).

- d. Cardoso, r.t. Pennington, l.p. de Queiroz, j.s. Boatwright, b.-e. Van Wyk, m.f. Wojciechowski, matt Lavin. 2013. Reconstructing the deep-branching relationships of the papilionoid legumes. South African Journal of Botany 89: 58-75. Data set.

- m. Thulin, p.b. Phillipson, matt Lavin. 2013. Peltiera (Fabaceae), the coming and going of an extinct genus in Madagascar. Adansonia 3, 35 (1): 61-71

- matt Lavin, t.j. Brummer, r. Quire, b.d. Maxwell, l.j. Rew. 2013. Physical disturbance shapes vascular plant diversity more profoundly than fire in the sagebrush steppe of southeastern Idaho, U.S.A. Evolution: 3(6): 1626-1641. (site data, species data, community phylogeny). [This study was based on Lavin, M., T. Brummer, T. Seipel, B. Maxwell, and L. Rew. 2013. The Intermountain Flora sets the stage for a community phylogenetic analysis of plant biodiversity in the sagebrush steppe of western North America. Memoirs of the New York Botanical Garden 108: 63-84.]

- d. Cardoso, l.p. de Queiroz, h.c. de Lima, e. Suganuma, c. van den Berg, matt Lavin. 2013. A molecular phylogeny of the Vataireoid legumes underscores floral evolvability that is general to many early-branching papilionoid lineages. American Journal of Botany 100 (2): 403-421.

### Libros
- Matt Lavin. 1993. Biogeography and systematics of Poitea (Leguminosae) : inferences from morphological and molecular data. Ann Arbor, Mich. : American Society of Plant Taxonomists, 87 p. il. ISBN 0912861371

## Honores[3]

### Membresías
- American Society of Plant Taxonomists
- Botanical Society of America
- International Society of Biogeography

### Eponimia
- (Fabaceae) Maraniona lavinii C.E.Hughes, G.P.Lewis, Daza & Reynel[4]

- La abreviatura «Lavin» se emplea para indicar a Matt Lavin como autoridad en la descripción y clasificación científica de los vegetales.[5]